# Józef Bożek (lekarz)
Józef Bożek (ur. 8 września 1919 w Chicago, zm. 11 lipca 2011) – polski lekarz, specjalista chirurgii dziecięcej i onkologii chirurgicznej.
W 1950 ukończył studia medyczne na Uniwersytecie im. Adama Mickiewicza, tytuł profesorski uzyskał w 1972.
W 1962 założył pierwszą w Polsce Klinikę Onkologii Dzieci i Młodzieży w Instytucie Matki i Dziecka.  Był pierwszym w Polsce Konsultantem Krajowym do spraw Onkologii Dziecięcej. Za swoją działalność został uhonorowany wieloma odznaczeniami, w tym Krzyżem Komandorskim Orderu Odrodzenia Polski, oraz Odznaką Uniwersytetu Filadelfijskiego.  Był honorowym członkiem Polskiego Towarzystwa Onkologicznego.